# Championnat de Belgique de football de troisième division 1963-1964
Navigation
saison précédente saison suivante
Le Championnat de Belgique de football Division 3 1963-1964 est la 35e édition du championnat de troisième niveau national de football en Belgique. Il conserve le même format que la saison précédente, à savoir deux séries de 16 équipes, qui se rencontrent deux fois chacune pendant la saison. Les deux champions sont promus en Division 2, tandis que les deux derniers de chaque série sont relégués en Promotion.
La compétition sourit à deux vieilles gloires:  Waterschei et St-Niklaas/Waas. Dans le chef des Limbourgeois, leur présence est surprenante. Douze mois plus tôt, le club a fêté une 2e place obtenue en Division 2, synonyme de retour en D1. Mais le matricule 553 est sanctionné à la suite d'une plainte de Tilleur et renvoyé deux étages plus bas que celui qu'il pense intégrer (voir Division 2 de la saison précédente). Les Thorians enlèvent le titre malgré la belle résistance de Seraing. Dans l'autre série, les Waeslandiens, relégués deux ans plus tôt, tiennent le Lyra à distance et réintègrent la D2.
Ce championnat voit les promus réussir leur adaptation. Ils assurent tous leur maintien. BeverenWaas termine même sur le podium de la série B.
Pour certains cercles qui tentaient de se faire une place au soleil depuis quelques saisons, c'est la relégation et « le début de la fin ». Ainsi Waaslandia Burcht qui glissera en séries provinciales à la fin de la saison suivante. Il n'en ressortira que timidement (2 saisons) avant de sombrer dans l'anonymat jusqu'en 2001. Revenu en nationale, il fera faillite trois en plus tard. Le FC Eeklo subira le même sort que Burcht. Il ne reviendra en séries nationales qu'au milieu de la décennie suivante et goûtera à nouveau à la D3 en 1985. Le Daring Louvain retournera en provinciales en 1967. Si le club évoluera l'essentiel des années '70 en nationale, il ne dépassera plus le 4e niveau. Il fera ses adieux aux séries nationales en 1979. En 2002, il sera englobé dans la fusion formant OH Leuven.
Le 4e descendant est le seul qui « recule pour mieux sauter ». Tongerse SV Cercle devra aussi repasser par la case provinciale. Mais après une fusion avec son rival du Patria, le « matricule 54 » connaîtra une progression fulgurante à partir de 1969 et passera 43 saisons consécutives dans les séries nationales, dont la moitié en Division 2.

## Échange de matricule - Fusion - Changement d'appellation
À la fin de la saison précédente, le R. Racing club de Bruxelles et le R. White Sar AC s'unissent pour former le R. Racing White. Il ne s'agit pas d'(une fusion qui aurait induit la disparition d'un des deux numéros de matricule. Avec un montage particulier (une suite de changements d'appellation), les dirigeants du Racing CB échangent le « numéro  6 » (6 titres nationaux et le gain de la toute première Coupe de Belgique en 1912) avec le « matricule 1274 » du R. FC La Rhodienne.
Désormais porteuse du glorieux matricule 6, La Rhodienne hérite de la place en Division 3 occupée par ce matricule !

## Clubs participants
Les dénominations de club sont celles employées à l'époque. Les matricules renseignés en gras existent encore en 2014.

### Série A
| #  | Nom                                   | Mat. | Ville        | Stades            | En D3 depuis    | Total en D3 | Saison précéd.           |
| -- | ------------------------------------- | ---- | ------------ | ----------------- | --------------- | ----------- | ------------------------ |
| 1  | Kon. Waterschei Sportver. THOR Genk   | 553  | Waterschei   | André Dumont      | 1963-1964 (1re) | 9 saisons   | Division 2, 2e           |
| 2  | Royal Uccle Sport                     | 15   | Uccle        | rue de Neerstalle | 1958-1959 (6e)  | 7 saisons   | 10e Série A              |
| 3  | Royal Football Club Sérésien          | 17   | Seraing      | du Pairay         | 1960-1961 (4e)  | 15 saisons  | 6e Série B               |
| 4  | Koninklijke Tongerse SV Cercle        | 54   | Tongres      | Stedelijke        | 1961-1962 (3e)  | 20 saisons  | 10e Série B              |
| 5  | Royal Racing Football Club Montegnée  | 77   | Montegnée    | ??                | 1954-1955 (10e) | 25 saisons  | 4e Série B               |
| 6  | Royal Racing Club Tirlemont           | 132  | Tirlemont    | Julien Bergé      | 1957-1958 (7e)  | 12 saisons  | 11e Série B              |
| 7  | Royal Stade Waremmien Football Club   | 190  | Waremme      | Edmond Leburton   | 1962-1963 (2e)  | 22 saisons  | 2e Série B               |
| 8  | Koninklijke Daring Club Leuven        | 223  | Kessel-Lo    | ??                | 1952-1953 (12e) | 26 saisons  | 9e Série B               |
| 9  | Koninklijke Wezel Sport Football Club | 844  | Wezel        | Balen-Neetlaan    | 1960-1961 (4e)  | 14 saisons  | 3e Série B               |
| 10 | Royale Entente Sportive Jamboise      | 1579 | Jambes       | stade communal    | 1960-1961 (4e)  | 7 saisons   | 12e Série B              |
| 11 | Football Club Eendracht Houthalen     | 2402 | Houthalen    | Gemeentelijke     | 1962-1963 (2e)  | 2 saisons   | 13e Série B              |
| 12 | Vrij en Vlug Overpelt-Fabriek         | 2554 | Overpelt     | De Leukens        | 1957-1958 (7e)  | 7 saisons   | 5e Série B               |
| 13 | Union Basse-Sambre Auvelais           | 4290 | Auvelais     | ??                | 1959-1960 (5e)  | 7 saisons   | 14e Série B              |
| 14 | Royal Football Club La Rhodienne      | 6    | R.-St-Genèse | Wauterbos         | 1963-1964 (1re) | 6 saisons   | Promotion - Série A, 3e  |
| 15 | Voorwaarts Tienen                     | 3229 | Tirlemont    | Kabbeeksepoort    | 1963-1964 (1er) | 11 saisons  | Promotion - Série A, 1re |
| 16 | Vebroedering Mechelen-aan-de-Maas     | 5384 | Maasmechelen | ??                | 1963-1964 (1er) | 1 saison    | Promotion - Série C, 2e  |

#### Localisation - Série A
| \| Uccle La Rhodienne Wezel Overpelt Houthalen Waterschei V. Mechelen a/d M. DC Louvain RC Tirlemont Voorwaarts Montegnée Seraing Waremme Tongres Jambes Auvelais \| Localisation des clubs engagés en Division 3A 1963-1964 |
| Uccle La Rhodienne Wezel Overpelt Houthalen Waterschei V. Mechelen a/d M. DC Louvain RC Tirlemont Voorwaarts Montegnée Seraing Waremme Tongres Jambes Auvelais                                                               |

### Série B
| #  | Nom                                                       | Mat. | Ville           | Stades           | En D3 depuis    | Total en D3 | Saison précéd.           |
| -- | --------------------------------------------------------- | ---- | --------------- | ---------------- | --------------- | ----------- | ------------------------ |
| 1  | Koninklijke Oud-Leerlingen St-Eduardus Merksem Sport-Club | 544  | Merksem         | Gemeentelijk     | 1963-1964 (1re) | 9 saisons   | Division 2, 16e          |
| 2  | Royal Racing Club de Gand                                 | 11   | Gand            | E. Hielstadion   | 1955-1956 (9e)  | 19 saisons  | 13e Série A              |
| 3  | Royal Racing Club Tournaisien                             | 36   | Tournai         | Drève de Maire   | 1962-1963 (2e)  | 21 saisons  | 9e Série A               |
| 4  | Royal Albert Elisabeth Club Mons                          | 44   | Mons            | Charles Tondreau | 1961-1962 (3e)  | 31 saisons  | 6e Série A               |
| 5  | Royal Football Club Renaisien                             | 46   | Renaix          | Parc Lagache     | 1959-1960 (5e)  | 15 saisons  | 7e Série A               |
| 6  | Koninklijke Lyra                                          | 52   | Lierre          | Lyrastadion      | 1961-1962 (3e)  | 3 saisons   | 7e Série B               |
| 7  | Koninklijke Willebroekse Sportvereniging                  | 85   | Willebroek      | Henry Pickery    | 1953-1954 (11e) | 24 saisons  | 8e Série B               |
| 8  | Koninklijke Sport Kring Roeselare                         | 134  | Roulers         | 't Motje         | 1960-1961 (4e)  | 14 saisons  | 8e Série A               |
| 9  | Koninklijke Football Club Vigor Hamme                     | 211  | Hamme           | Gemeentelijke    | 1962-1963 (2e)  | 9 saisons   | 2e Série A               |
| 10 | Koninklijke Sint-Niklaasse Sport Kring                    | 221  | St-Niklaas/Waas | Puyenbeke        | 1962-1963 (2e)  | 15 saisons  | 3e Série A               |
| 11 | Koninklijke Sport Vereniging Sottegem                     | 225  | Zottegem        | Stedelijke       | 1961-1962 (3e)  | 3 saisons   | 11e Série A              |
| 12 | Koninklijke Football Club Eeklo                           | 231  | Eeklo           | ??               | 1956-1957 (8e)  | 10 saisons  | 12e Série A              |
| 13 | Football Club Waaslandia Burcht                           | 557  | Burcht          | ??               | 1958-1959 (6e)  | 7 saisons   | 14e Série A              |
| 14 | Voetbal Club Zwevegem Sport                               | 3521 | Zwevegem        | Gemeentelijke    | 1962-1963 (2e)  | 2 saisons   | 4e Série A               |
| 15 | Royal Stade Mouscronnois                                  | 508  | Mouscron        | Le Canonnier     | 1963-1964 (1er) | 11 saisons  | Promotion - Série D, 1er |
| 16 | Beveren-Waas Sport Kring                                  | 2300 | Beveren         | Freethiel        | 1963-1964 (1er) | 12 saisons  | Promotion - Série B, 1er |

#### Localisation - Série B
| \| OLSE Merksem Lyra Willebroek Roulers Zwevegem Eeklo W. Burcht Sottegem Beveren Hamme St-Niklaas RC Gand Renaix RC Tournai Mons Mouscron \| Localisation des clubs engagés en Division 3B 1963-1964 |
| OLSE Merksem Lyra Willebroek Roulers Zwevegem Eeklo W. Burcht Sottegem Beveren Hamme St-Niklaas RC Gand Renaix RC Tournai Mons Mouscron                                                               |

## Classements & Résultats
- Le nom des clubs est celui employé à l'époque
- À partir de cette saison, en cas d'égalité de points, la prédominance est donnée « au plus grand nombre de victoires ».

Légende
- Clubs champions et promus en Division 2 la saison suivante
- Clubs relégués en Promotion la saison suivante
- Club qui a changé d'appellation avant la saison, ou qui change de dénomination après ce championnat (fusion ou échange de matricule)

Abréviations
 : club relégué de « Division 2 » depuis la saison précédente
 : Clubs promus de « Promotion » depuis la saison précédente

### Classement final - Série A
| Rang | Équipe                       | Pts | J  | G  | N  | P  | Bp  | Bc | Diff |
| ---- | ---------------------------- | --- | -- | -- | -- | -- | --- | -- | ---- |
| 1    | K WATERSCHEI SV THOR GENK    | 48  | 30 | 23 | 2  | 5  | 103 | 36 | +67  |
| 2    | R. FC Sérésien               | 45  | 30 | 23 | 3  | 6  | 86  | 48 | +38  |
| 3    | R. Racing FC Montegnée       | 40  | 30 | 17 | 6  | 7  | 72  | 35 | +37  |
| 4    | V&V Overpelt-Fabriek         | 36  | 30 | 15 | 6  | 9  | 65  | 41 | +24  |
| 5    | K. Wezel Sport FC            | 36  | 30 | 15 | 6  | 9  | 58  | 46 | +12  |
| 6    | R. Uccle Sport               | 35  | 30 | 12 | 11 | 7  | 54  | 51 | +3   |
| 7    | R. RC Tirlemont              | 30  | 30 | 12 | 6  | 12 | 46  | 50 | -4   |
| 8    | R. Stade Waremmien FC        | 29  | 30 | 9  | 11 | 10 | 46  | 58 | -12  |
| 9    | Union Basse-Sambre Auvelais  | 27  | 30 | 11 | 5  | 14 | 37  | 60 | -23  |
| 10   | R. FC La Rhodienne           | 25  | 30 | 11 | 3  | 16 | 49  | 61 | -12  |
| 11   | Verbroed. Mechelen-a/d-Maas  | 24  | 30 | 9  | 6  | 15 | 50  | 64 | -14  |
| 12   | Voorwaarts Tienen            | 24  | 30 | 08 | 8  | 14 | 49  | 62 | -13  |
| 13   | FC Eendracht Houthalen       | 26  | 30 | 10 | 6  | 14 | 47  | 61 | -14  |
| 14   | R. Entente Sportive Jamboise | 23  | 30 | 10 | 3  | 17 | 39  | 56 | -17  |
| 15   | K. Tongerse SV Cercle        | 23  | 30 | 8  | 7  | 15 | 31  | 46 | -15  |
| 16   | K. Daring Club Leuven        | 9   | 30 | 3  | 3  | 24 | 24  | 81 | -57  |

#### Résultats des rencontres - Série A
| Résultats (▼dom., ►ext.)                                   | AUV | HOU | JAM | DLO | MaM | MON | OVE | RHO | SER | RCT | VOO | TON | UCC | WAR | THO | WEZ |
| UBS Auvelais                                               |     | 0-0 | 1-0 | 3-2 | 3-2 | 2-1 | 0-0 | 2-1 | 2-2 | 0-2 | 3-2 | 1-0 | 0-0 | 1-1 | 0-4 | 2-4 |
| FC Eendracht Houthalen                                     | 4-2 |     | 3-3 | 3-0 | 5-0 | 1-5 | 3-1 | 1-2 | 1-2 | 0-3 | 3-1 | 2-2 | 1-2 | 0-0 | 0-0 | 2-1 |
| R. Ent. Sp. Jamboise                                       | 4-1 | 0-1 |     | 2-0 | 2-0 | 3-2 | 1-1 | 0-1 | 1-1 | 3-1 | 0-2 | 3-1 | 0-2 | 4-0 | 0-4 | 3-1 |
| K. Daring Club Leuven                                      | 2-3 | 0-1 | 2-0 |     | 1-3 | 1-5 | 0-2 | 0-2 | 1-9 | 3-0 | 0-3 | 0-2 | 1-1 | 2-3 | 0-1 | 0-5 |
| Verbr. Mechelen-a/d-Maas                                   | 4-0 | 3-0 | 0-1 | 1-2 |     | 1-3 | 1-5 | 4-2 | 2-1 | 4-0 | 0-0 | 5-1 | 0-3 | 2-2 | 1-5 | 1-3 |
| R. Racing FC Montegnée                                     | 4-0 | 0-1 | 3-0 | 2-1 | 2-2 |     | 6-1 | 5-0 | 1-1 | 1-0 | 3-0 | 3-1 | 6-0 | 2-0 | 2-1 | 0-0 |
| V&V Overpelt-Fabriek                                       | 6-1 | 6-0 | 2-0 | 4-1 | 4-2 | 0-2 |     | 1-1 | 4-0 | 3-0 | 1-3 | 2-4 | 1-1 | 3-1 | 4-1 | 1-1 |
| R. FC La Rhodienne                                         | 2-0 | 3-0 | 4-0 | 2-0 | 2-3 | 1-2 | 2-0 |     | 2-4 | 1-3 | 3-3 | 3-1 | 0-1 | 2-2 | 1-2 | 1-2 |
| R. FC Sérésien                                             | 2-1 | 6-3 | 6-0 | 4-0 | 3-2 | 5-3 | 2-1 | 5-0 |     | 3-0 | 4-3 | 3-0 | 1-0 | 5-2 | 4-1 | 4-1 |
| R. RC Tirlemont                                            | 3-0 | 2-1 | 2-0 | 2-0 | 0-2 | 0-0 | 0-2 | 5-2 | 1-2 |     | 1-1 | 1-0 | 3-4 | 4-2 | 2-4 | 1-1 |
| Voorwaarts Tienen                                          | 2-3 | 1-2 | 3-2 | 2-1 | 1-1 | 2-3 | 3-4 | 1-2 | 1-3 | 1-1 |     | 1-0 | 2-2 | 1-1 | 1-5 | 1-3 |
| K. Tongerse SV Cercle                                      | 1-3 | 1-0 | 2-1 | 1-1 | 1-1 | 2-0 | 0-3 | 1-0 | 2-3 | 1-1 | 4-0 |     | 0-1 | 0-0 | 0-0 | 0-1 |
| R. Uccle Sport                                             | 1-0 | 2-2 | 1-2 | 5-0 | 1-1 | 4-2 | 1-1 | 2-3 | 2-1 | 1-1 | 3-3 | 4-2 |     | 2-2 | 2-4 | 1-0 |
| R. Stade Waremmien FC                                      | 2-1 | 2-1 | 2-1 | 0-0 | 1-0 | 1-1 | 1-0 | 4-2 | 4-1 | 2-5 | 1-2 | 0-1 | 3-3 |     | 3-4 | 1-1 |
| K. Waterschei SV THOR                                      | 0-1 | 8-1 | 5-2 | 7-1 | 5-1 | 2-1 | 3-0 | 5-1 | 4-1 | 1-2 | 2-0 | 3-0 | 7-1 | 6-1 |     | 4-0 |
| K. Wezel Sport FC                                          | 2-1 | 3-2 | 2-1 | 3-2 | 5-1 | 2-2 | 0-2 | 2-1 | 3-1 | 5-0 | 1-3 | 0-0 | 2-1 | 1-2 | 3-5 |     |
| - Victoire à domicile - Match nul - Victoire à l'extérieur |     |     |     |     |     |     |     |     |     |     |     |     |     |     |     |     |

#### Résumé
Cette série est rapidement orientée avec trois formations qui se détachent : THOR Waterschei et le duo liégeois Seraing et Montegnée. Les Thorians limbourgeois prennent la tête durant le deuxième tour et ne lâche plus les commandes.
En fond de tableau, le Daring Leuven est confiné aux places descendantes durant toute la compétition. Jambes et le Voorwaarts Tirlemont paraissent longtemps les plus menacés pour accompagner les Louvanistes en Promotion, mais finalement c'est le Tongerse SV Cercle, qui loupe complètement sa fin de championnat, qui est relégué.

### Classement final - Série B
| Rang | Équipe                | Pts | J  | G  | N | P  | Bp | Bc | Diff |
| ---- | --------------------- | --- | -- | -- | - | -- | -- | -- | ---- |
| 1    | K. ST-NIKLAASSE SK    | 45  | 30 | 19 | 7 | 4  | 82 | 32 | +50  |
| 2    | K. Lyra               | 39  | 30 | 18 | 3 | 9  | 64 | 40 | +24  |
| 3    | SK Beveren-Waas       | 38  | 30 | 18 | 2 | 10 | 74 | 50 | +24  |
| 4    | R. RC de Gand         | 38  | 30 | 15 | 8 | 7  | 61 | 40 | +21  |
| 5    | K. FC Vigor Hamme     | 33  | 30 | 14 | 5 | 11 | 61 | 47 | +14  |
| 6    | K. OLSE Merksem SC    | 31  | 30 | 12 | 7 | 11 | 54 | 43 | +11  |
| 7    | K. Willebroekse SV    | 30  | 30 | 13 | 4 | 13 | 52 | 52 | 0    |
| 8    | R. Stade Mouscronnois | 30  | 30 | 13 | 4 | 13 | 45 | 57 | -12  |
| 9    | K. SK Roeselare       | 29  | 30 | 13 | 3 | 14 | 62 | 54 | +8   |
| 10   | R. RC Tournai         | 29  | 30 | 12 | 5 | 13 | 51 | 77 | -26  |
| 11   | R. FC Renaisien       | 28  | 30 | 11 | 6 | 13 | 45 | 55 | -10  |
| 12   | VC Zwevegem Sport     | 28  | 30 | 10 | 8 | 12 | 38 | 45 | -7   |
| 13   | R. AEC Mons           | 25  | 30 | 11 | 3 | 16 | 47 | 53 | -6   |
| 14   | K. SV Sottegem        | 24  | 30 | 11 | 2 | 17 | 40 | 45 | -5   |
| 15   | K. FC Eeklo           | 19  | 30 | 6  | 7 | 17 | 44 | 72 | -28  |
| 16   | VK Waaslandia Burcht  | 14  | 30 | 5  | 4 | 21 | 26 | 84 | -58  |

#### Résultats des rencontres - Série B
| Résultats (▼dom., ►ext.)                                   | BEV | BUR | EEK | GAN | HAM | LYR | MER | MON | SMO | REN | ROE | NIK | SOT | TOU | WIL | ZWE |
| SK Beveren-Waas                                            |     | 1-0 | 5-3 | 1-0 | 2-6 | 0-1 | 2-0 | 1-1 | 4-0 | 4-1 | 5-0 | 0-1 | 3-2 | 2-0 | 3-1 | 3-1 |
| FC Waaslandia Burcht                                       | 0-2 |     | 2-4 | 0-3 | 3-2 | 1-3 | 1-3 | 2-1 | 0-0 | 0-2 | 1-6 | 4-4 | 0-2 | 3-1 | 1-3 | 0-0 |
| K. FC Eeklo                                                | 1-4 | 2-1 |     | 0-0 | 1-1 | 0-0 | 3-3 | 3-1 | 4-1 | 1-1 | 3-2 | 3-7 | 2-3 | 3-3 | 2-1 | 1-2 |
| R. RC de Gand                                              | 3-4 | 7-1 | 1-1 |     | 4-1 | 2-1 | 3-0 | 3-2 | 1-2 | 1-0 | 1-1 | 1-1 | 0-1 | 5-1 | 2-2 | 4-2 |
| K. FC Vigor Hamme                                          | 2-4 | 4-0 | 3-1 | 1-3 |     | 1-2 | 2-0 | 1-0 | 5-1 | 3-1 | 1-3 | 3-3 | 1-0 | 8-1 | 2-1 | 2-1 |
| K. Lyra                                                    | 2-6 | 6-0 | 3-0 | 1-2 | 1-0 |     | 0-0 | 4-3 | 1-0 | 4-1 | 4-0 | 0-1 | 2-1 | 5-3 | 4-0 | 3-1 |
| K. OLSE Merksem SC                                         | 1-3 | 4-1 | 4-3 | 4-1 | 1-1 | 1-1 |     | 2-2 | 4-0 | 5-0 | 3-1 | 4-1 | 1-3 | 5-1 | 1-1 | 2-1 |
| R. AEC Mons                                                | 2-1 | 5-0 | 2-0 | 1-2 | 2-4 | 2-1 | 1-0 |     | 2-4 | 1-3 | 2-1 | 1-2 | 1-0 | 0-0 | 2-0 | 0-1 |
| R. Stade Mouscronnois                                      | 2-1 | 2-0 | 3-1 | 1-4 | 2-0 | 1-4 | 1-2 | 0-4 |     | 3-1 | 2-1 | 1-1 | 3-1 | 3-0 | 0-0 | 0-0 |
| R. FC Renaisien                                            | 5-6 | 4-0 | 3-1 | 1-1 | 1-0 | 1-2 | 1-0 | 4-2 | 1-6 |     | 2-2 | 0-0 | 3-1 | 0-2 | 3-1 | 1-0 |
| K. SK Roeselare                                            | 3-1 | 1-3 | 1-0 | 3-1 | 1-2 | 2-3 | 1-0 | 1-2 | 3-1 | 3-4 |     | 1-1 | 3-2 | 5-0 | 1-2 | 2-0 |
| K. St-Niklaasse SK                                         | 3-1 | 0-1 | 2-0 | 4-1 | 4-1 | 2-0 | 0-0 | 6-0 | 6-0 | 1-0 | 5-1 |     | 2-3 | 4-1 | 8-1 | 3-0 |
| K. SV Sottegem                                             | 3-2 | 3-0 | 4-0 | 0-1 | 0-1 | 1-2 | 0-0 | 2-0 | 0-1 | 2-0 | 0-2 | 1-3 |     | 1-1 | 2-0 | 0-0 |
| R. RC Tournaisien                                          | 3-1 | 4-0 | 4-1 | 1-1 | 1-1 | 3-2 | 2-1 | 3-1 | 0-3 | 3-0 | 2-1 | 0-5 | 2-1 |     | 3-2 | 5-3 |
| K. Willebroekse SV                                         | 2-1 | 5-1 | 3-1 | 0-1 | 2-1 | 3-1 | 4-1 | 1-0 | 3-0 | 1-1 | 1-6 | 0-1 | 4-0 | 7-1 |     | 1-0 |
| VC Zwevegem Sport                                          | 1-1 | 0-0 | 2-0 | 2-2 | 1-1 | 2-1 | 2-1 | 1-4 | 3-2 | 0-0 | 0-4 | 3-1 | 4-1 | 3-0 | 2-0 |     |
| - Victoire à domicile - Match nul - Victoire à l'extérieur |     |     |     |     |     |     |     |     |     |     |     |     |     |     |     |     |

#### Résumé
Sint-Niklaasse SK perd sa toute première rencontre, puis aligne les victoires et s'isole au commandement dès avant la fin du premier tour. Le Lyra reste dans le sillage du leader mais ne peut jamais l'inquiéter ; pas plus que les promus de Beveren-Waas qui effectuent un excellent second tour et terminent méritoirement sur le podium.
La lutte pour le maintien est aussi réduite dans cette série car Eeklo et Waaslandia Burcht sont rapidement décramponnés et accusent un retard trop important.

### Désignation du Champion de Division 3
Le titre de « Champion de Division 3 » est attribué après une confrontation aller/retour entre les vainqueurs de chacune des deux séries.
| Dates                         | Domicile                   | Déplacement                | Résultat | Remarques |
| ----------------------------- | -------------------------- | -------------------------- | -------- | --------- |
| 19 avril 1964                 | K. Waterschei SV THOR Genk | K. St-Niklaasse SK         | 0-1      |           |
| 26 avril 1964                 | K. St-Niklaasse SK         | K. Waterschei SV THOR Genk | 3-0      |           |
| K. SINT-NIKLAASSE SK champion |                            |                            |          |           |

Précisons que ce mini-tournoi n'a qu'une valeur honorifique et n'influe pas sur la montée. Les quatre champions de série sont promus.

## Meilleurs buteurs
- Série A: ?

- Série B: ?

## Récapitulatif de la saison
- Champion A: K. Waterschei SV THOR Genk (3e titre en D3)
- Champion B: K. St-Niklaasse SK (2e titre en D3)

- Douzième titre de D3 pour la Province de Flandre orientale

- Quatorzième titre de D3 pour la Province de Limbourg

| Région flamande (19)            | Région flamande (19) | Province de Brabant (5)      | Province de Brabant (5) | Région wallonne (8)    | Région wallonne (8) |
| ------------------------------- | -------------------- | ---------------------------- | ----------------------- | ---------------------- | ------------------- |
| Province d'Anvers               | 5                    | Région de Bruxelles-Capitale | 1                       | Province de Hainaut    | 3                   |
| Province de Flandre-Occidentale | 2                    | Province du Brabant flamand  | 4                       | Province de Liège      | 3                   |
| Province de Flandre-Orientale   | 7                    | Province du Brabant wallon   | 0                       | Province de Luxembourg | 0                   |
| Province de Limbourg            | 5                    |                              |                         | Province de Namur      | 2                   |

1. ↑  Au niveau footballistique, la province de Brabant est toujours unitaire malgré sa partition territoriale en 1995.

### Admissions - Relégations
St-Niklaas/Waas et THOR Waterschei sont promus en Division 2, d'où sont relégués Courtrai Sport et le Racing de Malines.
Burcht, Eeklo, le Daring Louvain et Tongerse SV Cercle sont renvoyés en Promotion, d'où sont promus le CS Schaerbeek, le VG Oostende, Wavre Sport et Winterslag.

## Débuts en D3
Un club évolue pour la première fois de son Histoire au 3e niveau du football belge. Il est le 212e club différent à atteindre se niveau.
- Verbroedering Mechelen a/d Maas est le 22e club limbourgeois différent à évoluer à ce niveau.

## Fusion - Changement d'appellation - Choix du matricule
À la fin de cette saison, le Stade Mouscronnois, porteur du « matricule 508 », fusionne avec sa rivale voisine de l'Association Royale Athlétique Mouscronnoise, porteuse du « matricule 224 ». Le club ainsi formé conserve le matricule 224 de l'« ARA » et prend le nom de Royal Excelsior Mouscron.